# Лорето (регіон)
Лорето (ісп. Loreto) — регіон на північному сході Перу. Це найбільший регіон країни, займає майже третину її території. Також, тут найменша в країні щільність населення, головним чином, через віддаленість розташування — в районі дощових лісів Амазонії. Адміністративний центр — місто Ікітос.

## Географія і клімат
На північному заході межує з Еквадором, на півночі — з Колумбією, на сході — з Бразилією, на заході з перуанськими регіонами Сан-Мартін і Амазонас, і на півдні — з регіонами Укаялі і Уануко.
Вся територія Лорето покрита густою рослинністю. Через провінцію протікає безліч річок, всі вони є частиною басейну Амазонки.
Середні температури червня і липня: 17 — 20 ° C, з грудня по березень вони досягають 36 ° C. Середній рівень вологості перевищує 84 % із сильними дощами протягом усього року.

## Адміністративний поділ
Регіон ділиться на 7 провінцій, які в свою чергу поділяються на 51 район. Провінції включають:

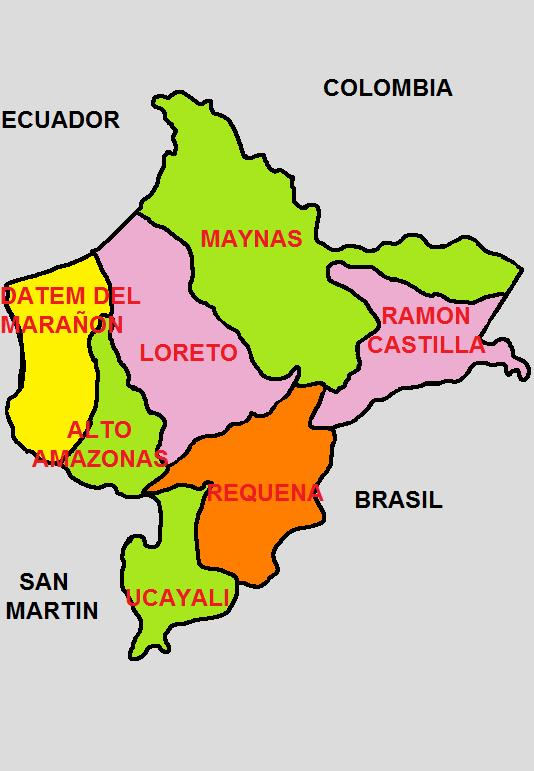
Провінції регіону Лорето.

| № | Провінція                                         | Адміністративний центр     |
| - | ------------------------------------------------- | -------------------------- |
| 1 | Майнас (Maynas)                                   | Ікітос (Iquitos)           |
| 2 | Альто-Амазонас (Alto Amazonas)                    | Юрімагуас (Yurimaguas)     |
| 3 | Датем-дель-Мараньон (Datem del Marañón)           | Сан-Лоренсо (San Lorenzo)  |
| 4 | Лорето (Loreto)                                   | Наута (Nauta)              |
| 5 | Маріскал-Рамон-Кастілья (Mariscal Ramón Castilla) | Кабальокоча (Caballococha) |
| 6 | Рекена (Requena)                                  | Рекена (Requena)           |
| 7 | Укаялі (Ucayali)                                  | Контамана (Contamana)      |

| Перу | Це незавершена стаття з географії Перу. Ви можете допомогти проєкту, виправивши або дописавши її. |